# RL10
АрЕл10 (англ. RL10) — рідинний ракетний двигун, що виробляється американською компанією Aerojet Rocketdyne. Використовується на верхніх ступенях ракет, наприклад, Центавр або Delta Cryogenic Second Stage (DCSS). RL10 став першим американським двигуном, що почав працювати на рідкому водні. Кілька модифікацій двигуна, з яких використовуються RL10A-4-2 та RL10B-2 на ракетах Atlas V та Дельта IV відповідно.

## Конструкція та принцип роботи

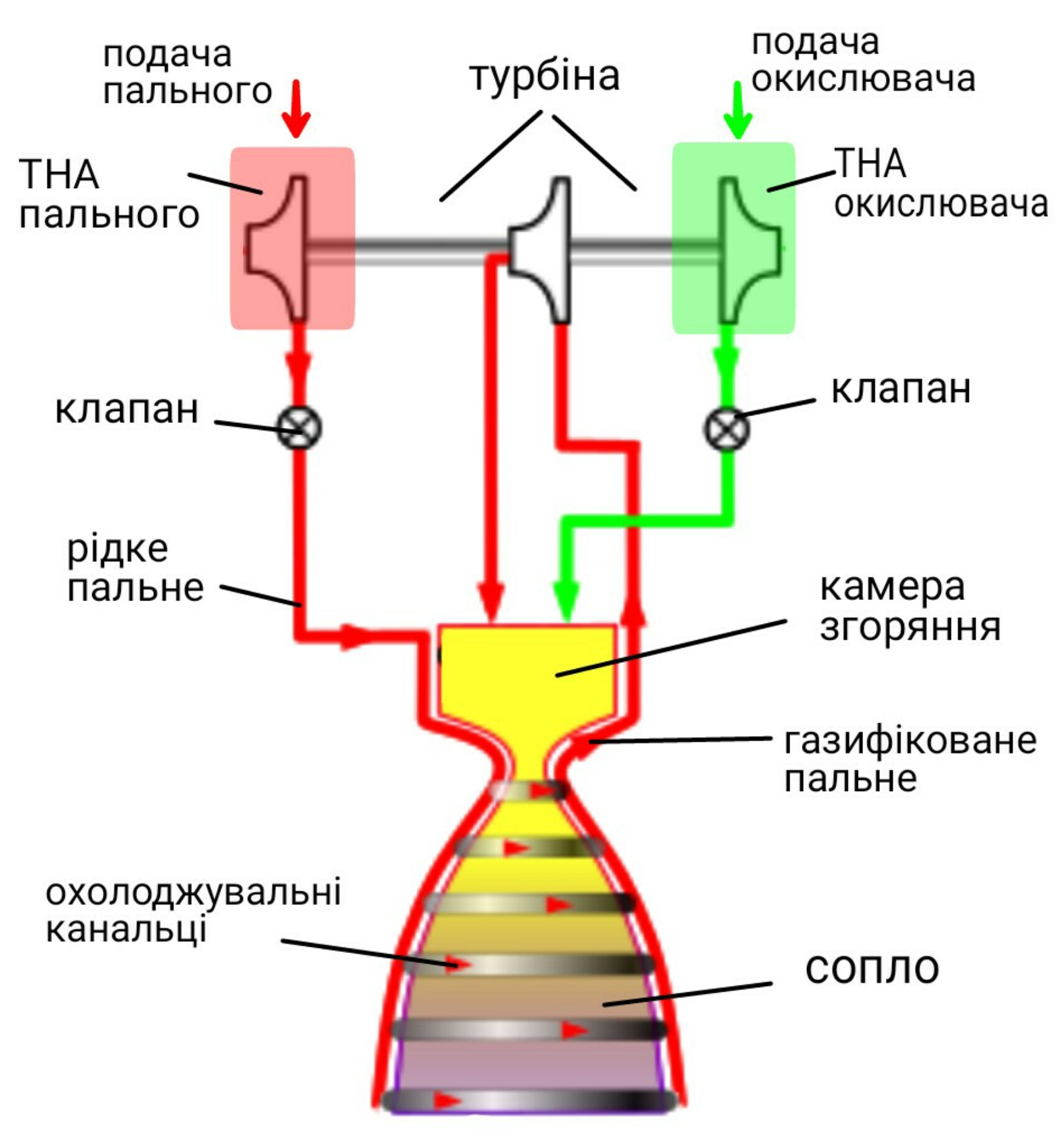
Варіант закритого циклу — Expander cycle

Подача компонентів палива до камери згоряння відбувається завдяки роботі двох турбонасосних агрегатів (ТНА). Турбіни ТНА  двигуна обертаються завдяки руху газифікованого водню, фазовий перехід якого з рідкого стану відбувається після проходження спеціальними канальцями навколо сопла. Таким чином також здійснюється регенеративне охолодження останнього. Позаяк RL10 належить до двигунів закритого циклу, після турбіни водень спрямовується до камери згоряння.

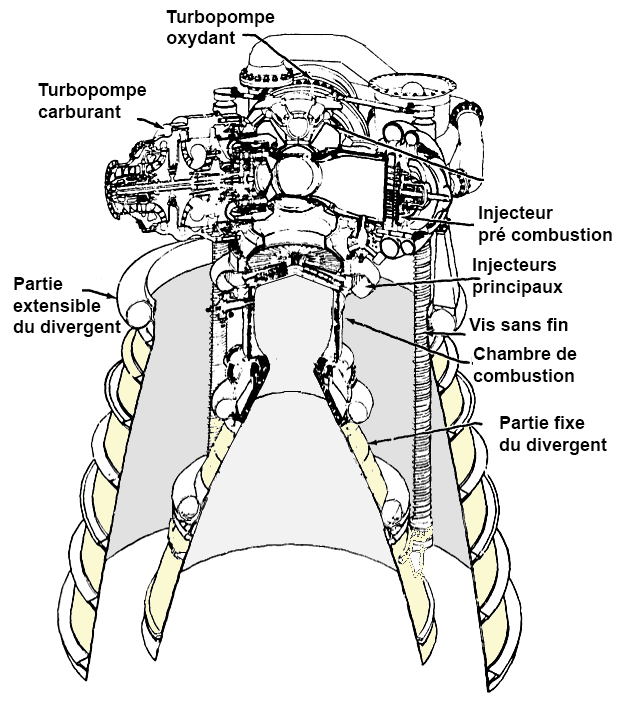
Схема RL10B-2 у розібраному стані

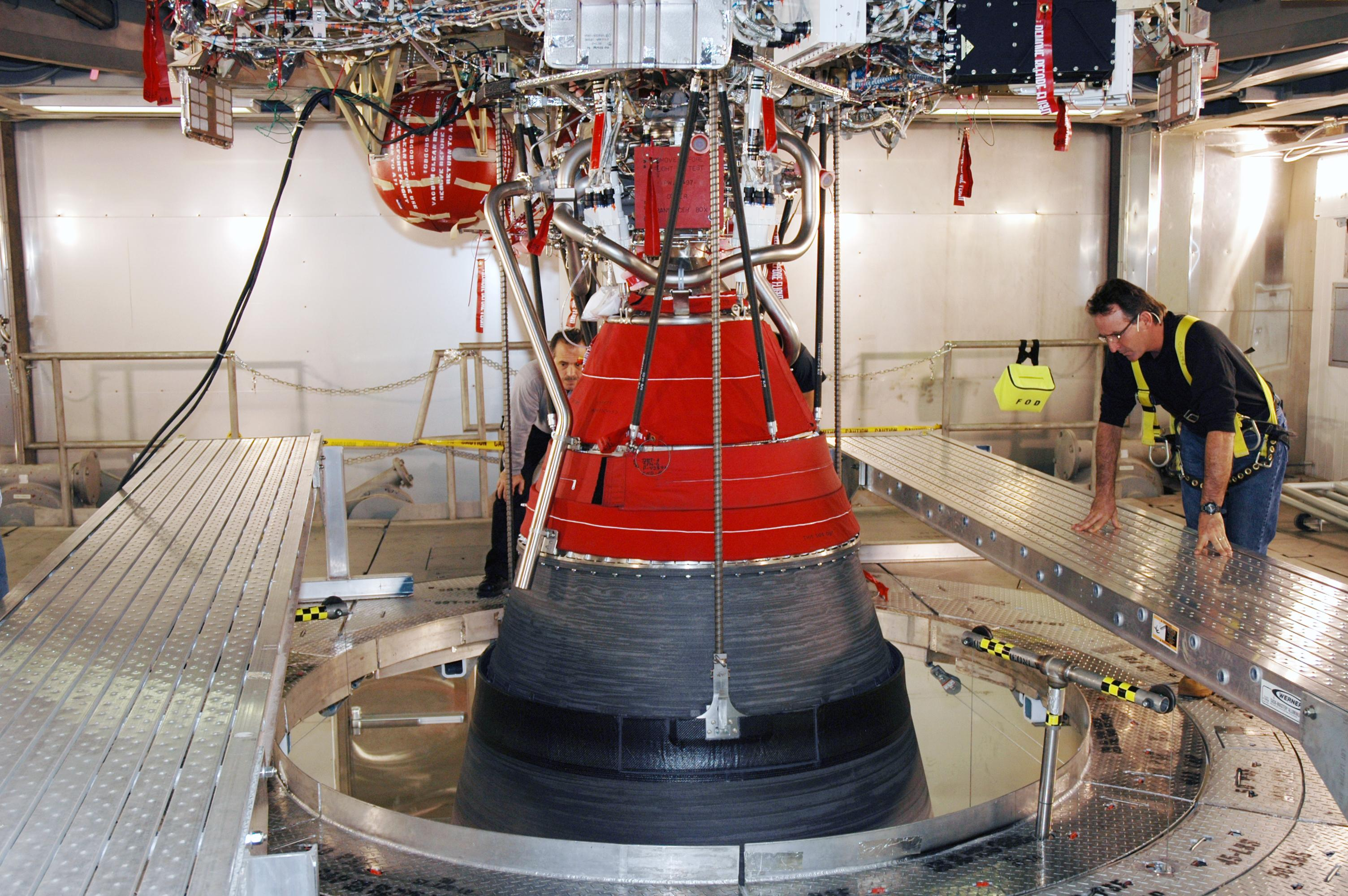
Чорна частина — подовжувач

Одна з моделей двигуна — RL10B-2 — має електромеханічну підвіску з підвищеною надійністю та подовжене сопло, що дозволяє дещо збільшити питомий імпульс. Під час запуску для зменшення розміру перехідного ступеня, де ховається сопло двигуна, останнє перебуває в розібраному стані. Після розділення ступенів відбувається автоматичне опускання і з'єднання більшої частини сопла з меншою.
З 2017 року сопло та головний інжектор виготовляють за допомогою 3D-друку.

## Новітнє застосування
- З 2009 року двигуни пропонують встановлювати на верхні ступені, що мають назву Advanced Cryogenic Evolved Stage[en]. Останні будуть здатні тривалий час перебувати на орбіті і використовуватимуться як космічні заправні станції. Запускатимуться ракетами Вулкан, починаючи із середини 2020-х років.
- На ракеті SLS в разі використання другого ступеня DCSS — один RL10B-2, або ж на Exploration Upper Stage[en] — чотири RL10C-3. Політ першого відбудеться не раніше 2020 року ( Exploration Mission 1).
- У квітні 2018 року Orbital ATK анонсувала застосування двох RL10C-5-1 на третьому ступені їхньої ракети Omega, що, можливо, почне літати у 2021 році.

## Моделі RL10
| Модель двиг. | Статус           | Перш. політ | Суха маса, кг | Тяга, кН            | Іпит. вак. | Довж., м | Діам., м | Тяга: Вага | О2: Н2 | Віднош. площ сопла | Тиск, МПа | Час горіння, с    | Пов'язані ступені                |
| RL10A-1      | не викор.        | 1962        | 131           | 67                  | 425        | 1,73     | 1,53     | 52:1       |        | 40:1               |           | 430               | Centaur A                        |
| RL10A-3      | не викор.        | 1963        | 131           | 65,6                | 444        | 2,49     | 1,53     | 51:1       | 5:1    | 57:1               | 3,275     | 470               | Centaur B/C/D/E, S-IV (Сатурн-1) |
| RL10A-4      | не викор.        | 1992        | 168           | 92,5                | 449        | 2,29     | 1,17     | 56:1       | 5,5:1  | 84:1               |           | 392               | Centaur IIA                      |
| RL10A-4-1    | не викор.        | 2000        | 167           | 99,1                | 451        |          | 1,53     | 61:1       |        | 84:1               |           | 740               | Centaur IIIA                     |
| RL10A-4-2    | виробляєт.       | 2002        | 167           | 99,1                | 451        |          | 1,17     | 61:1       |        | 84:1               |           | 740               | Centaur IIIB/V1/V2               |
| RL10A-5      | не викор.        | 1993        | 143           | 64,7                | 373        | 1,07     | 1,02     | 46:1       | 6:1    | 4:1                |           | 127               | DC-X                             |
| RL10B-2      | виробляєт.       | 1998        | 277           | 110                 | 462        | 4,14     | 2,13     | 40:1       | 5,88:1 | 280:1              | 4,412     | 5м: 1'125 4м: 700 | DCSS                             |
| RL10B-X      | відмінений       |             | 317           | 93,4                | 470        |          | 1,53     | 30:1       |        | 250:1              |           | 408               | Centaur B-X                      |
| CECE         | демонстр. проєкт |             | 160           | 67 із дросел. до 5% | >445       | 1,53     |          |            |        |                    |           |                   |                                  |
| RL10C-1      | виробляєт.       | 2014        | 190           | 101,8               | 449,7      | 2,22     | 1,44     | 57:1       | 5,5:1  | 130:1              |           | 2000              | Centaur SEC                      |